# Карловарский край
Карлова́рский край (чеш. Karlovarský kraj) — административная единица Чешской республики, расположен на западе исторической области Богемия. Административный центр — город Карловы Вары. Площадь составляет 3315 км² (4,25 % территории страны), население — 295 595 человек (около 3 % населения Чехии). В крае 132 населённых пункта, 35 из которых — города.

## География
Край расположен на западе Чехии, граничит на северо-востоке с Устецким краем, на юго-востоке с Пльзенским краем, на юго- и северо-западе — граница с Германией.
Самая высока точка региона — гора Клиновец (1244 метров над уровнем моря) в Рудных горах, самое низкое место (320 метров над уровнем моря) находится у границы района Карловы Вары. Климат и почвы региона не слишком благоприятны для сельского хозяйства. В регионе имеются полезные ископаемые: бурый уголь и небольшие участки железной руды. Лесистая местность занимает 43 % территории края, на долю сельскохозяйственных угодий приходится всего 17 % территории, что меньше среднего показателя по стране.

## Города и население
Крупнейшие города (более 10 тыс. человек), данные за 2009 год:
| Город           | Население |
| --------------- | --------- |
| Карловы Вары    | 53 910    |
| Хеб             | 34 933    |
| Соколов         | 25 173    |
| Остров          | 17 919    |
| Ходов           | 14 703    |
| Марианске-Лазне | 14 268    |
| Аш              | 13 510    |

По результатам переписи 2011 года население края составляло 295 595 человек, из них 150 112 человек (50,78 %) — женщины. Чехами объявили себя 190 285 человек (64,37 % населения), словаками — 7217 (2,44 %); 4431 человек (1,50 %) — немцы (наибольший удельный вес немцев среди регионов Чешской Республики), вьетнамцы — 3597 (1,22 %), украинцы — 1376 (0,47 %). 81 777 человек не определились.
В административном центре края — Карловых Варах — сконцентрировано 18 % всего населения региона.

## Административное деление

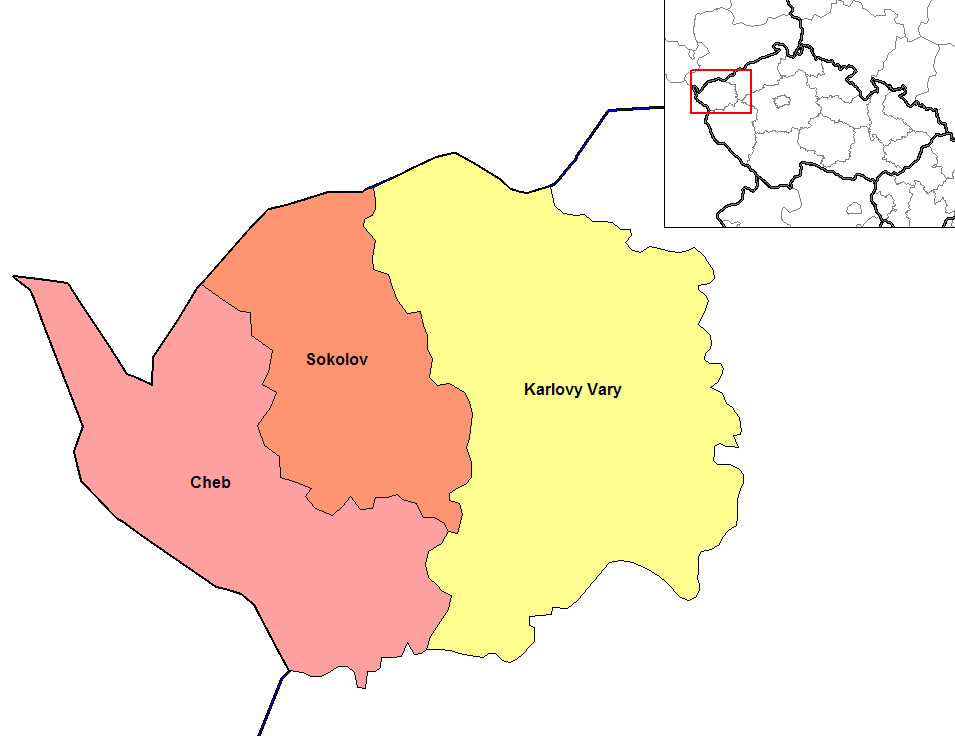
Административная карта края

Край делится на три района: Карловы Вары, Соколов и Хеб.
| Район             | Население, чел. (2011) | Площадь, км² | Плотность, чел./км² | Нас. пункты |
| ----------------- | ---------------------- | ------------ | ------------------- | ----------- |
| Карловы Вары (KV) | 115 446                | 1514,95      | 76,20               | 54          |
| Соколов (SO)      | 89 961                 | 753,6        | 119,38              | 38          |
| Хеб (CH)          | 90 188                 | 1045,94      | 86,23               | 40          |

## Экономика и транспорт
В районах Карловы Вары и Хеб развит туризм, что связано с нахождением в данной местности известных курортов Карловы Вары, Марианске-Лазне, Франтишкови-Лазне. В районе Соколов большое значение имеет промышленность — энергетика, добыча угля, химическая промышленность и машиностроение. Также в крае имеются предприятия стекольной промышленности, текстильное производство, производство фарфора, предприятия по изготовлению музыкальных инструментов.
Регион оснащен относительно плотной железнодорожной сетью. В то же время, автотранспортная инфраструктура края не в полной мере соответствует увеличившейся интенсивности дорожного движения.